# Ronneby distrikt
Ronneby distrikt är ett distrikt i Ronneby kommun och Blekinge län. 
Distriktet ligger i och omkring Ronneby. 

## Tidigare administrativ tillhörighet
Distriktet inrättades 2016 och utgörs av del av det område som utgjorde Ronneby stad före 1971 vari området för Ronneby socken uppgick 1967.
Området motsvarar den omfattning Ronneby församling hade vid årsskiftet 1999/2000.